# Gonayiv (departementshuvudort)
Gonayiv (franska: Les Gonaïves) är en departementshuvudort i Haiti.   Den ligger i departementet Artibonite, i den nordvästra delen av landet, 110 km norr om huvudstaden Port-au-Prince. Gonayiv ligger 5 meter över havet och antalet invånare är 84 961.
Terrängen runt Gonayiv är varierad. Havet är nära Gonayiv åt sydväst. Runt Gonayiv är det ganska tätbefolkat, med 166 invånare per kvadratkilometer. Gonayiv är det största samhället i trakten. 